# Jeff Lynne
Jeffrey "Jeff" Lynne, född 30 december 1947 i Birmingham, West Midlands, är en brittisk-amerikansk rockmusiker och producent. Lynne är en kommersiellt framgångsrik musiker och skivproducent. Han har medverkat och haft en framträdande roll i flera band som The Idle Race, The Move men framförallt Electric Light Orchestra (ELO). Electric Light Orchestra är ett av de mest kommersiellt framgångsrika banden någonsin med över 80 miljoner sålda skivor. Lynne var även med i supergruppen Traveling Wilburys, under pseudonymen Otis Wilbury och Clayton Wilbury, tillsammans med George Harrison, Bob Dylan, Roy Orbison och Tom Petty.

## Biografi
Under tonårstiden grundade Jeff Lynne gruppen "The Rockin' Hellcats" 1963 tillsammans med Robert Reader och David Walsh. Gruppen tog senare namnen "The Handicaps" och "The Andicaps" och spelade varje vecka på Shard End Community Centre. 1964 var Lynne ensam kvar och tog in ersättare men lämnade själv bandet samma år för att ersätta Mick Adkins i The Chads. 1966 gick Lynne med i The Nightriders som gitarrist; senare tog bandet namnet The Idle Race. Namnet gavs av Jeff Lynnes farmor, som tyckte att Jeff och hans musikvänner borde försörja sig med riktiga jobb istället för att ägna sig åt musik. Trots mycket god kritik av musikrecensenter uteblev de kommersiella framgångarna för bandet. Efter två album lämnade Lynne The Idle Race 1970, rekryterad av Roy Wood, då frontman för ett av Storbritanniens mest kända band, The Move. Wood och Lynne hade tillsammans stora planer på att kombinera klassisk musik med rockmusik, inspirerade av Beatles album Sgt. Pepper's Lonely Hearts Club Band och särskilt låten "Strawberry Fields Forever". Wood och Lynne skapade Electric Light Orchestra (ELO). Efter den första skivan blev Lynne den ende ledande bandmedlemmen och kreativa kraften, då Wood lämnat bandet för att bilda Wizzard. Lynne dominerade bandet som dess kompositör, sångare, arrangör och producent.

### Electric Light Orchestra
ELO:s stora genombrott kom 1973 med covern "Roll over Beethoven". Låten gjorde gruppen känd utanför Birmingham och England och spelades även mycket i Sveriges Radio P3 på den tiden. Låten blev ofta avslutningslåt på gruppens konserter då och så även vid gruppens återupplivningsförsök på 90- och 2000-talet. Den enda artist som var Jeff Lynne trogen i alla år var trummisen Bev Bevan som också precis som Jeff Lynne växte upp i Birminghams förorter på 50- och 60-talet i England. Gruppen hade från början upp till 10-12 personer på scenen men krympte det hela sedan till 5-6 personer. 
Flera av låtarna som Jeff Lynne har skrivit för ELO anses idag som mästerverk i klass med Abba, Beatles eller Queen. Låtar såsom "Evil Woman", "Strange Magic", "Livin' Thing", "Mr. Blue Sky", "Turn to Stone", "Don't Bring Me Down", "Hold On Tight", "Do ya" och "Last train to London" spelas på olika radiostationer främst i Europa och USA. Andra kända låtar som Jeff Lynne skrivit är bland annat "Sweet Talking Woman", "Confusion", "So serious" och "Telephone line". Lynne har tillsammans med Electric Light Orchestra även bidragit med musik i filmen Xanadu 1980 där Olivia Newton-John sjöng titelspåret och som blev en hitlåt det året världen runt.

### Post-ELO
Efter att ELO lagts på is 1986 inriktade sig Lynne på att producera andra musiker, bland annat Dave Edmunds, George Harrison, Tom Petty, Roy Orbison, Brian Wilson, Del Shannon, Joe Cocker, Ringo Starr, och Paul McCartney. Lynne fick det prestigefyllda uppdraget att producera de båda spåren som Beatles släppte 1995, "Real Love" och "Free as a Bird". 
Efter samarbetet med George Harrison på "Cloud Nine" (1987) bildade han tillsammans med denne "supergruppen" Traveling Wilburys". Ytterligare medlemmar var Tom Petty, Roy Orbison och Bob Dylan. 
1990 utgavs Lynnes första soloalbum, Armchair Theatre som sammanfattar hans nyvunna erfarenheter som producent och präglas av ett mer avskalat sound jämfört med ELO, men där "låten" fortfarande står i centrum.
2001 kom en ny ELO-skiva, Zoom, där dock endast Lynne är med från gruppen, med undantag för forne bandmedlemmen Richard Tandy som spelar på ett spår. Lynne spelar liksom på solodebuten nästan alla instrument själv och albumet kallas ofta inofficiellt för hans andra soloalbum.
Lynne producerade George Harrisons sista album Brainwashed som utgavs postumt 2002 och även den DVD som gavs ut i samband med en minneskonsert för den sistnämnde: "Concert For George" (2002). 2006 släpptes Tom Pettys album Highway Companion som Lynne producerade. 2009 medverkade Lynne som producent på Regina Spektors album Far. Lynne har även producerat Eagles-medlemmen Joe Walsh album, Analog Man.
Den 8 oktober 2012 släpptes coveralbumet Long Wave med nio låtar som inspirerat honom under hans uppväxt. Samtidigt släpptes, som ett ELO-album, Mr Blue Sky -The Very Best Of Electric Light Orchestra där Lynne har gjort nyinspelningar av några av Electric Light Orchestra's mest framgångsrika låtar. Dessutom ingår en helt ny låt: "Point of No Return".
Under 2013 återlanserades Lynnes första soloalbum Armchair Theatre och ELO-albumet Zoom i nya utökade utgåvor samt även ELO Live! från den planerade Zoom-turnén som aldrig blev av – endast en spelning gjordes ("Zoom Tour Live", DVD). Lynne arbetar i skrivande stund på ett nytt ELO-album originalmaterial och en turné är planerad för 2016.

### Priser
I april 2009 mottog Lynne det prestigefyllda priset ASCAP Golden Note Award.
Den 11 oktober 2012 nominerades Lynne till att under 2013 bli invald in i Songwriters Hall of Fame. 
2015 fick Lynne en egen stjärna på Hollywood Walk of Fame.

### Övrigt material som kompositör och producent
Jeff Lynne bidrog med två låtar till filmen Electric Dreams "Video" och "Let it run" 1988. Låten "Wild Times" skrevs för filmen Robin Hood: Prince Of Thieves 1991.
Jeff Lynne Bidrog även med en helt ny låt till filmen American Hustle 2013 "Stream of Stars" även en låt som bara var med på den japanska upplagan av Zoom albumet "Long black road" med Elo finns med på denna skiva, även den klassiska 10538 Overture.

## Diskografi (som soloartist)
- Armchair Theatre (1990) (med låten "Every Little Thing")
- Long Wave (2012)